# Giovanni Celestini
Giovanni Celestini (geboren vor 1587; gestorben nach 1610) war ein venezianischer Cembalo- und Virginalbauer, der zu den führenden italienischen Cembaloherstellern zählte. Seine Instrumente genossen ein hohes Ansehen und wurden noch im späten 18. Jahrhundert gespielt.
Der Vater von Giovanni Celestini war Barbier. Damals befanden sich in den Salons von Barbieren Tastaturinstrumente zur Benutzung durch die Kunden. Von Celestinis hergestellten Instrumenten sind zwei Cembali und sechs Virginale erhalten geblieben, die in den Zeitraum von 1587 bis 1610 datieren. Des Weiteren werden ihm sechs Virginale und zwei Clavichorde zugeordnet. Damit handelt es sich um den wesentlichen Teil der bekannten venezianischen Instrumente des 16. Jahrhunderts. Einige von Celestinis Instrumenten verfügen über eine aufwendige Dekoration. Zwei erhaltene Virginale gehören zur Sammlung des Museums für Kunst und Gewerbe Hamburg. Eines der beiden Stücke ist außergewöhnlich, da es mit zwei Acht-Registern ausgestattet ist, wobei es sich um eine Erfindung von Celestini handeln könnte. In Hamburg befindet sich auch ein Virginal von 1587, das das älteste von Celestini gebaute Instrument dieser Art ist.
Weitere noch vorhandene Instrumente von Celestini befinden sich im Royal College of Music in London, im Musikinstrumentenmuseum in Brüssel, im Gemeentemuseum Den Haag, im Kunsthistorischen Museum in Wien und im Royal Ontario Museum in Toronto.

Virginal von Giovanni Celestini von 1587 im Museum für Kunst und Gewerbe Hamburg
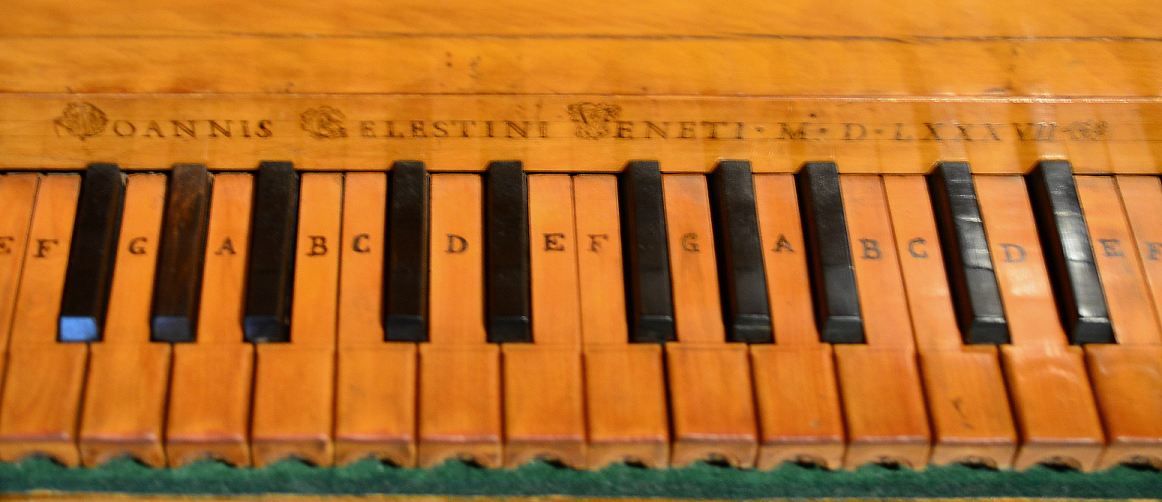
Tastatur und Inschrift auf der Vorsatzleiste des Virginals von 1587: JOANNIS CELESTINI VENETI MDLXXXVI (1587)
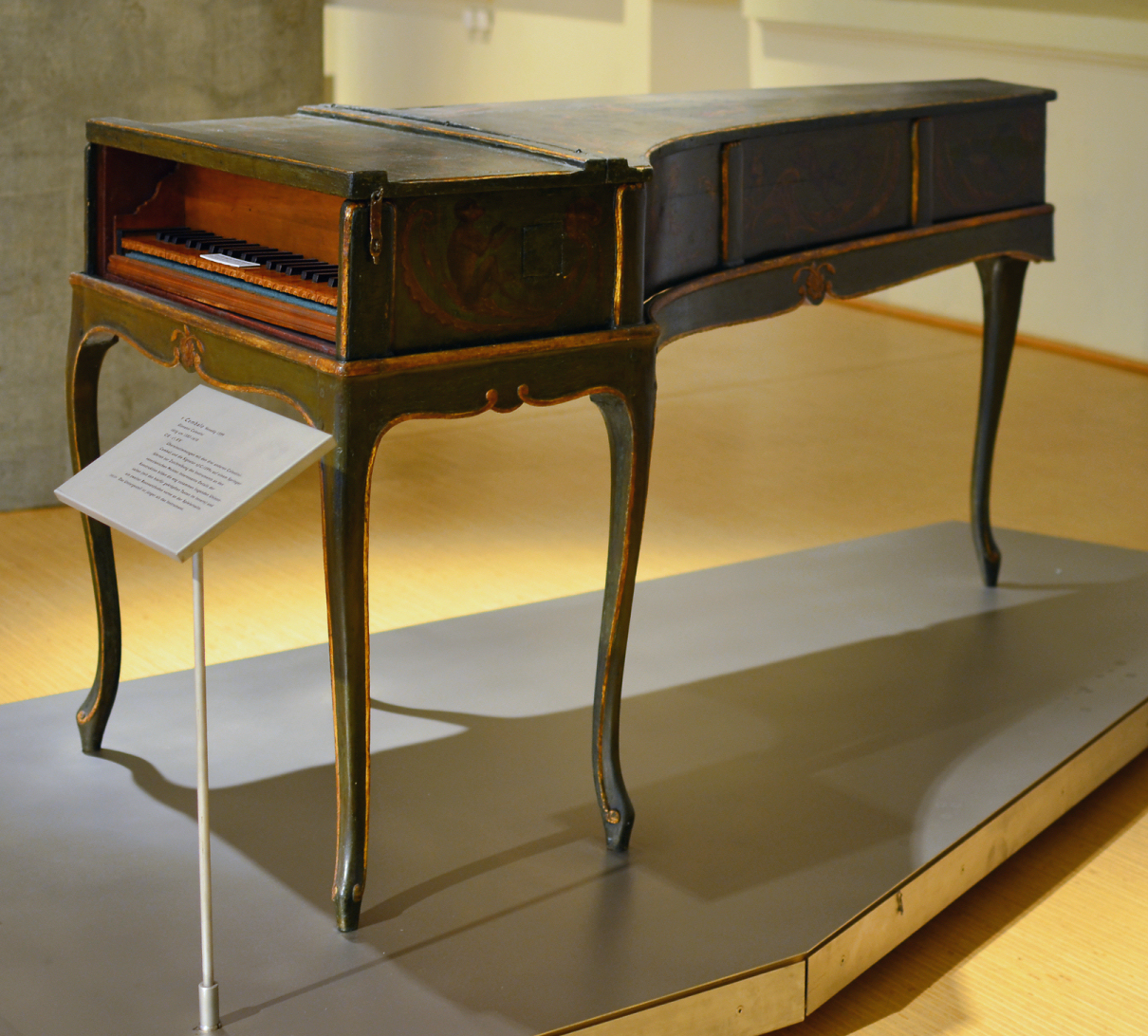
Cembalo von Giovanni Celestini von 1599, Museum für Kunst und Gewerbe Hamburg
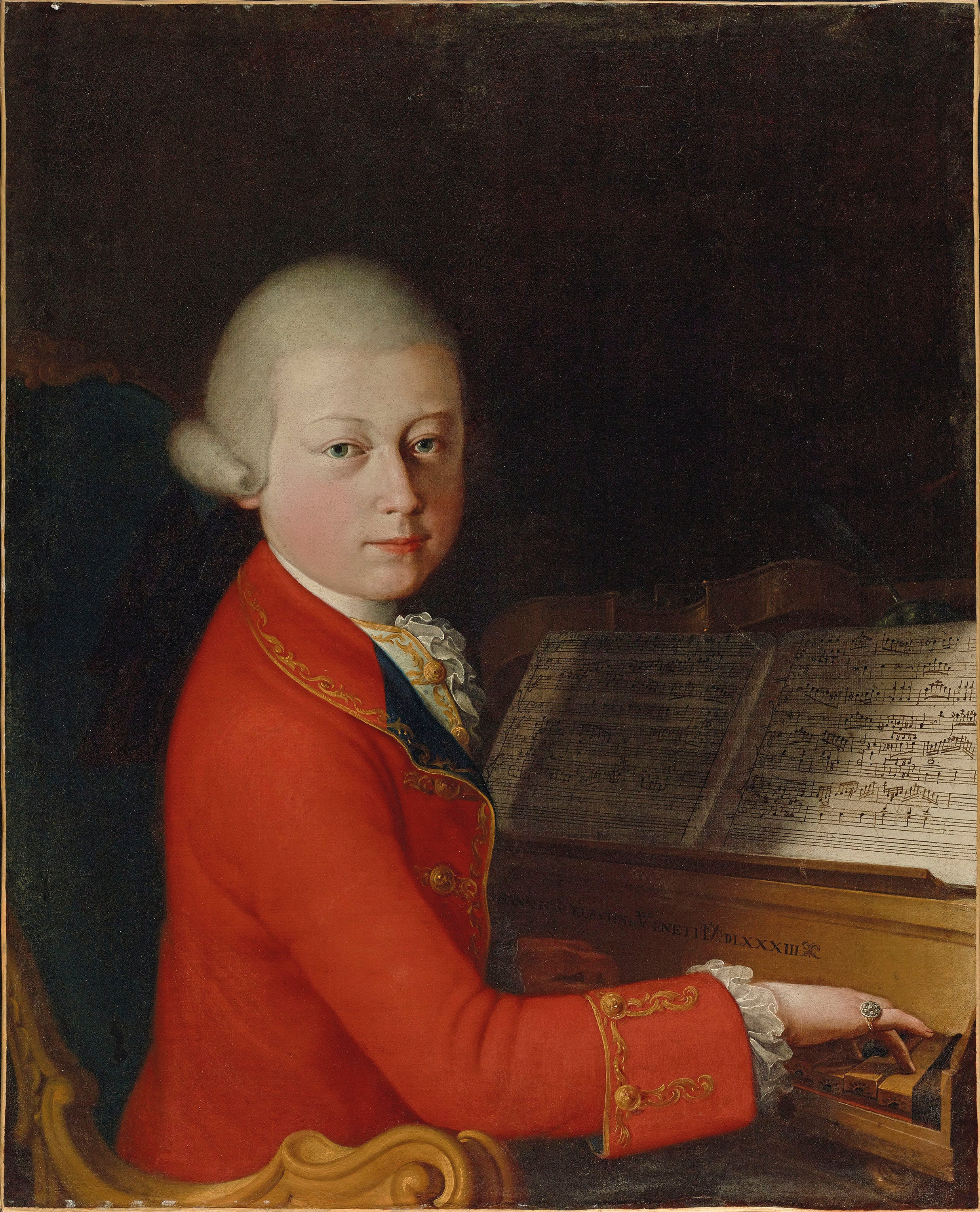
Der 14-jährige Wolfgang Amadeus Mozart an einem Cembalo von Giovanni Celestini, 1770